# Иванов, Иван Михайлович (хоккеист)
Иван Михайлович  Иванов (род. 26 сентября 1932) — советский хоккеист, защитник, нападающий. Мастер спорта СССР.
В сезоне 1952/52 играл за команду МВО Калинин в первенстве РСФСР и Кубке СССР. Десять сезонов провёл в ленинградском ОДО — СКВО — СКА. В сезоне 1963/64 выступал во второй группе класса «А» за «Спартак» Ленинград. Играл за «Металлург» Череповец в первенстве РСФСР (1964/65) и второй группе класса «А» (1965/66).